# 詹妮弗·安妮斯顿
珍妮佛·祖安娜·安妮斯顿（英語：Jennifer Joanna Aniston，1969年2月11日—），美國女演员、导演、制片人及慈善家，曾在好莱坞星光大道留名。
她最为人熟知的角色莫过于经典美式十年情景喜劇《六人行》中的Rachel Green一角，她因此角色获得了2002年艾美奖和2003年金球奖，至今欧美许多人对她的亲切称呼依旧是「Rachel Green」。近年来，安妮斯頓出演的多部好萊塢電影同樣獲得了好評，如獨立電影《愛是唯一》（1996）、《上班一條蟲》（1999）和《好女孩》（2002），以及商業片《衰鬼上帝》（2003）、《遇上波莉》（2004）、《同床異夢》（2006）和《馬利與我》（2008）、《随波逐流》（2011年）、《恶老板》（2011年）、《我们是米勒一家》（2013年）、《小胖妞》（2018年）以及《谋杀疑案》（2019年）。

## 生平

### 早期生活
珍妮佛出生于美国洛杉矶舍曼奧克斯。珍妮佛的父親是希臘人，也是一名演员。也许是因为他希望女儿能够继承他的事业，因此他请著名演员泰利·萨瓦拉斯作珍妮佛的教父，并将家族的希腊文姓氏「安纳斯塔萨基斯」（Anastassakis）改为更具美国味的「安妮斯顿」。安妮斯顿全家仅在希腊居住过一年便迁回美国，在纽约定居。她的父亲约翰曾先后在多部肥皂剧中担任角色。1985年，全家再度迁至洛杉矶。同年，约翰开始出演肥皂剧《光辉岁月》。

## 演艺生涯
1987年，珍妮佛进入纽约市曼哈顿演艺学院学习，并加入学校的戏剧俱乐部。在此期间，她曾参演过一些非百老汇音乐剧，并立志成为一位演员。1989年，珍妮佛迁至好莱坞并首次在电视剧《莫里哀》中扮演角色。
1994年，NBC的新情景喜剧《六人行》邀请珍妮佛试镜剧中人物莫妮卡·盖勒，但她最终说服剧组人员并出演了更加适合自己的瑞秋·格林。此后十年，珍妮佛一直在《六人行》中扮演瑞秋，直到2004年第十季结束。
珍妮佛也曾出演过许多好莱坞电影，包括《妖精》、《纯属虚构》、《欲擒故纵》、《上班一条虫》、《摇滚巨星》、《麥田捕手的女孩》、《冒牌天神》、《遇上波莉》、《玩火》、《當真愛碰上八卦》、《我的好野女友》、《同床異夢》等。

## 私人生活

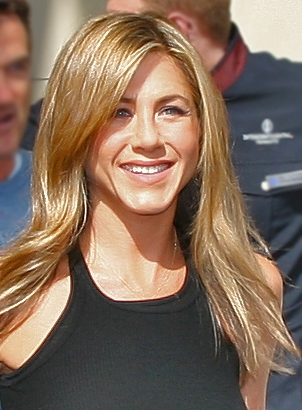
安妮斯頓在2008年多倫多國際電影節

安妮斯頓1990年時跟她一起合演電視節目《Ferris Bueller》的查理·施拉特（Charlie Schlatter）交往，在1995年時與音樂家亞當·督利茲（Adam Duritz）短暫交往過。1995到1998年，與演員泰特·多諾萬（Tate Donovan）交往並被報導兩人已訂婚。
1998年5月，她開始跟布萊德·彼特約會，兩人在2000年7月29日結婚，其婚禮舉辦在加州馬里布，相當私人。幾年來，他們的婚姻被認為是好萊塢裡罕見的成功。然而，這對夫妻在2005年1月6日却宣布分居。宣布分居後，皮特和安妮斯頓仍一起出現在公共場合中，甚至出现在安妮斯頓的36歲生日晚宴上，朋友們聲明他們夫婦正在復合。但安妮斯頓在 2005年3月25日申請離婚，離婚在當年10月2日生效。
隨後的幾個月裡，大眾對兩人離婚的反應開始被各媒體報導，這個故事還成為幾個媒體節目的頭條，如《娛樂今夜》（Entertainment Tonight）和《深入好萊塢》（Access Hollywood），也是許多八卦雜誌多年來的話題，直到今天。
安妮斯頓透露，離婚促使她跟疏遠近十年的母親南希重修舊好，他們當初形同陌路的原因是南希在電視節目談論安妮斯頓，後來又寫了一本書，題為《從母親和女兒到朋友：回憶錄》（From Mother and Daughter to Friends: A Memoir）（1999年）。安妮斯頓還表示，多年幫助她脫離布拉德·彼特的治療師逝世讓她感到徹底絕望。安妮斯頓還說，她與彼特的關係，她並不後悔，7年來的感情都非常濃烈，是一個美麗且複雜的關係。
離婚之後，安妮斯頓開始跟合演《同床異夢》的演員文斯·范恩交往，但在2006年9月報導指出兩人的感情有問題，隨後在12月證實分手。她接著在2007年跟英國模特兒保羅·史考夫（Paul Sculfor）交往了數個月。2008年2月，她開始跟歌手約翰·梅爾交往。這對情侶在8月分手，10月又恢復關係，之後在2009年3月再次分手。
安妮斯頓做了兩次鼻中隔成形術來矯正她鼻中隔的問題，1994年進行第一次但不成功，於是在2007年1月進行第二次。
她是演員柯特妮·考克斯與大衛·阿奎特的女兒可可·萊莉·阿奎特的教母。
安妮斯頓與演員賈斯汀·塞洛克斯（Justin Theroux）2011年拍攝電影「隨心所欲」（Wanderlust）時開始交往，並於2014年訂婚。
2015年8月5日，安妮斯頓與賈斯汀瑟魯於洛杉磯貝艾爾區（Bel Air）自宅70名賓客面前舉行結婚儀式。
兩人在2018年2月15日宣布分居。

## 作品

### 電影
| 年度   | 影片               | 影片                        | 角色              | 備註       |
| 年度   | 中文譯名           | 原名                        | 角色              | 備註       |
| ------ | ------------------ | --------------------------- | ----------------- | ---------- |
| 1990年 |                    | Camp Cucamonga              | Ava Schector      | 電視電影   |
| 1992年 | 妖精               | Leprechaun                  | Tory Reding       |            |
| 1996年 | 愛是唯一           | She's the one               | Renee Fitzpatrick |            |
| 1996年 | 夢中情人           | Dream for an Insomniac      | Allison           |            |
| 1997年 | 純屬虛構           | Picture Perfect             | Kate Mosely       |            |
| 1997年 |                    | Til There was You           | Debbie            |            |
| 1998年 | 欲擒故縱           | Object Of My Affection      | Nina Borowski     |            |
| 1999年 | 鐵巨人             | The Iron Giant              | Annie Hughes      | 配音       |
| 1999年 | 上班一條蟲         | Office Space                | Joanna            |            |
| 2001年 | 搖滾巨星           | Rock Star                   | Emily Poule       |            |
| 2002年 | 麥田捕手的女孩     | The Good Girl               | Justine Last      |            |
| 2003年 | 衰鬼上帝           | Bruce Almighty              | 葛瑞絲            |            |
| 2004年 | 遇上波莉           | Along Came Polly            | Polly Prince      |            |
| 2005年 | 當真愛遇上八卦     | Rumor Has It...             | Sarah Huttinger   |            |
| 2005年 | 玩火               | Derailed                    | Lucinda Harris    |            |
| 2006年 | 同床異夢           | The Break-Up                | Brooke Meyers     |            |
| 2006年 | 我的好野女友       | Friends With Money          | Olivia            |            |
| 2006年 |                    | Room 10                     | ---               | 短片，導演 |
| 2008年 | 馬利與我           | Marley & Me                 | Jenny Grogan      |            |
| 2009年 | 他其實沒那麼喜歡妳 | He's Just Not That Into You | Beth Murphy       |            |
| 2009年 | 追愛自由行         | Management                  | Sue Claussen      | 製片人     |
| 2009年 | 愛上妳 愛上我      | Love Happens                | Eloise            |            |
| 2009年 |                    | Journey to Sundance         | 她自己            | 紀錄片     |
| 2010年 | 賞金戀人：Ex檔案   | The Bounty Hunter           | Nicole Hurly      |            |
| 2010年 | 精選完美男         | The Switch                  | Kassie Larson     | 製片人     |
| 2011年 | 愛情大臨演         | Just Go With It             | Katherine Murphy  |            |
| 2011年 |                    | The Goree Girls             | Trisha Durrant    |            |
| 2011年 | 老闆不是人         | Horrible Bosses             | Dr. Julia Harris  |            |
| 2012年 | 隨心所欲           | Wanderlust                  | Linda Gergenblatt |            |
| 2013年 | 全家就是米家       | We're the Millers           | Rose              |            |
| 2014年 | 百萬嬌妻綁架計畫   | Life of Crime               | Mickey Dawson     | 監製       |
| 2014年 | 老闆不是人2        | Horrible Bosses 2           | Dr. Julia Harris  |            |
| 2014年 | 蛋糕的滋味         | Cake                        | Claire Simmons    |            |
| 2016年 | 幸福百分百         | Mother's Day                | Sandy             |            |
| 2016年 | 聖誕搞轟趴         | Office Christmas Party      | Carol             |            |
| 2017年 | 黃鳥               | The Yellow Birds            | Maureen Murphy    | 製片人     |
| 2018年 | 女王特大號         | Dumplin'                    | Rosie Dickson     |            |
| 2019年 | 奪命鴛殃           | Murder Mystery              | Audrey Spitz      |            |
| 2023年 | 奪命鴛殃2          | Murder Mystery              | Audrey Spitz      |            |

### 電視
| 年度          | 電視劇     | 電視劇               | 角色                  | 備註               |
| 年度          | 中文譯名   | 原名                 | 角色                  | 備註               |
| ------------- | ---------- | -------------------- | --------------------- | ------------------ |
| 1990年        |            | Molloy               | Courtney              | 主角               |
| 1990年        |            | Camp Cucamonga       | Ava Schector          | 電視電影           |
| 1990年-1991年 |            | Ferris Bueller       | Jeannie Bueller       |                    |
| 1992年–1993年 |            | The Edge             | Various characters    | 主角               |
| 1994年        |            | Muddling Through     | Madeline Drego Cooper | 主角               |
| 1994年–2004年 | 六人行     | Friends              | 瑞秋·格林             | 236集，6個主角之一 |
| 2004年        |            | Growing Up Grizzly 2 | 她自己 － 女主持      | 紀錄片             |
| 2019年        | 晨间直播秀 | The Morning Show     | Alex Levy             | 主角               |